# Бредовое расстройство
Бредово́е расстро́йство — психическое заболевание, характеризующееся наличием хорошо систематизированного, доминирующего бреда, но, в отличие от шизофрении, без дезорганизации мышления, стойких галлюцинаций, нарушений аффекта и негативных симптомов.
Практически единственным симптомом хронических бредовых расстройств является бред. При данных расстройствах может присутствовать бред преследования, сутяжный (кверулянтный), ипохондрический, бред величия, ревности и дисморфофобический бред. Бред может быть как монотематическим, так и систематизированным политематическим.

## Диагноз

### МКБ-10

#### Критерии диагностики
Согласно МКБ-10 данное психическое расстройство диагностируется на основе соответствия нижеследующим признакам:
- наличие бреда или бредовой системы, нетипичной для шизофрении
- бред сохраняется не менее чем 3 месяца
- не выполнены общие критерии шизофрении
- за исключением эпизодических слуховых обманов (не относящихся к больному в третьем лице и не комментирующего содержания), стойкие галлюцинации отсутствуют
- возможно проявление симптомов депрессии или депрессивного эпизода (F32), но бредовые идеи остаются после отзвучания аффективных проявлений
- отсутствие первичного или вторичного органического поражения мозга (F00) или психотического расстройства (F1x.5), то есть нарушения, вызванного психотропными средствами.

Включаются:
- F22.01 паранойя (в том числе — «паранойяльное развитие личности»)
- F22.02 поздняя парафрения
- F22.03 паранойяльная шизофрения с сензитивным бредом отношения
- F22.08 другое бредовое расстройство

#### Дифференциальный диагноз
Для постановки диагноза необходимо предварительно исключить следующие расстройства:
- параноидная шизофрения (F20.0)
- параноидное расстройство личности (F60.0)
- другие острые преимущественно бредовые психотические расстройства (F23.3)

При параноидной шизофрении бред более причудлив и нелеп, а также в клинической картине шире представлены галлюцинации, признаки снижения личности и расстройства мышления.
Проверяется отсутствие локальных мозговых нарушений для исключения бредовых синдромов при органических поражениях мозга. При травмах или опухолях в зоне базальных ганглиев и лимбической системы могут наблюдаться клинически схожие картины.
Деменция при болезни Альцгеймера с ранним началом с преимущественно бредовыми симптомами (F00.01) отличается признаками когнитивного дефицита.
Для дифференцировки бредовых состояний при употреблении психоактивных веществ (F1x.51 — преимущественно бредовое расстройство вследствие употребления психоактивных веществ) используются лабораторные тесты и данные анамнеза.

#### Другие хронические бредовые расстройства
Диагноз F22.8 другие хронические бредовые расстройства ставится при наличии у больного некоторых признаков шизофрении (например, слуховых галлюцинаций) или хронического бредового расстройства F22.0, но полностью не соответствующее ни тому, ни другому.
К этой рубрике также рекомендуется относить:
- инволюционный параноид
- бредовая форма дисморфофобии
- кверулянтная форма паранойи

Для лечения этих случаев используются антипсихотические препараты трифлуоперазин и перфеназин.
Расстройства с указанными симптомами, но длящиеся меньше 3-х месяцев обычно относят к F23.x. Также в МКБ-10 присутствует рубрика F22.9 для обозначения неуточнённых хронических бредовых расстройств.

### DSM
В американском диагностическом и статистическом руководстве по психическим расстройствам 4-го и 5 издания (DSM-IV и DSM-5) бредовое расстройство носит код 297.1.
Для диагностики бредового расстройства должен наличествовать не нелепый бред в течение как минимум 1 месяца (критерий A). Диагноз бредового расстройства не ставится, если в прошлом у пациента наблюдалось соответствие критерию A шизофрении (критерий B). Могут присутствовать обонятельные или тактильные галлюцинации, но не должно быть доминирующих в клинической картине слуховых или зрительных галлюцинаций. Поведение также не должно являться странным (критерий C). Общая продолжительность аффективных эпизодов не должна превышать продолжительность бредовых эпизодов (критерий D). Расстройство не должно быть связано ни с воздействием психоактивных веществ, ни с соматическими заболеваниями (критерий E).
Выделяются следующие подтипы бредового расстройства:
- эротоманический тип (erotomanic type)
- грандиозный тип (grandiose type)
- ревнивый тип (jealous type)
- персекуторный тип (persecutory type)
- соматический тип (somatic type)
- смешанный тип
- неуточнённый тип.

## Эпидемиология
Заболеваемость бредовым расстройством — 25-30 человек на 100 000 населения. Манифестация болезни обычно происходит в среднем возрасте, наибольшее количество госпитализаций приходится на 30-40-летних.

## Этиология
Этиология остаётся неизвестной. Бредовое расстройство не является ранней стадией шизофрении или биполярного аффективного расстройства, так как в результате лонгитудинальных и катамнестических наблюдений пациентов не обнаружена дальнейшая смена диагноза хронического бредового расстройства. Генетической связи с шизофренией также не выявлено.

## Терапия
Для лечения бредового расстройства используются нейролептики и антидепрессанты. Некоторые примеры использующихся лекарств: рисперидон (рисполепт), кветиапин (сероквель) и оланзапин (зипрекса). Механизм действия этих препаратов заключается в блокировке постсинаптических рецепторов допамина, что снижает психотические симптомы, включая галлюцинации и бред. Они также уменьшают тревогу и беспокойство. При бредовом расстройстве также удачно применяется пимозид.
Из-за того, что пациенты с бредовым расстройством часто отказываются от приёма нейролептиков и диссимулируют свои переживания, это расстройство с трудом поддаётся терапии:166.